# Escaliers Camondo
Les escaliers Camondo ou les marches de Camondo sont des escaliers de style Art nouveau reliant la rue Bankalar et la rue Banker dans le quartier de Galata à Istanbul.

## Histoire et description
Les escaliers, construits dans les années 1870, ont été édifiés au nom d'Abraham Salomon Camondo par la famille Camondo, des Juifs séfarades, l'une des familles de banquiers les plus importantes de l'Empire ottoman. Au moment de la construction des escaliers, la rue Bankalar (rue des Banques) était également connue sous le nom de rue Camondo (en turc : Kamondo Caddesi) en français.
Conçu comme un mélange de styles néobaroque et du début de l'Art nouveau, l'escalier en forme de tresse a été construit comme un raccourci permettant à Camondo de se rendre de sa maison à la rue Bankalar, où se trouve son lieu de travail, et à ses enfants étudiant au lycée autrichien de se rendre à pied à l'école facilement. On pense que la forme hexagonale a été conçue pour empêcher les enfants de dévaler dans les marches s’ils glissaient.